# Nude (álbum de Dead or Alive)
Nude es el cuarto álbum de estudio publicado por la banda británica Dead or Alive, en 1989.
En Estados Unidos y en el Reino Unido el grupo perdió su posición con este álbum, pero resultó ser todo un éxito en Japón donde Turn Around and Count 2 Ten se mantuvo en el número 1 durante diecisiete semanas. Todas las canciones fueron escritas y producidas por Pete Burns y Steve Coy. Al igual que su recopilatorio de grandes éxitos Rip It Up, las canciones de Nude suenan juntas sin espacios en el medio para crear una presentación del tipo DJ-mix continua.
Un álbum de remezclas se publicó en Japón poco tiempo después con el título Nude - Remade Remodelled.
Con este álbum, marca la salida de Tim Lever y Mike Percy de la banda luego de publicarse la edición japonesa del álbum

## Lista de canciones
LP Original 1989

| N.º | Título                            | Escritor(es) | Duración |  |
| 1.  | «Turn Around & Count 2 Ten»       |              | 6:52     |  |
| 2.  | «Give It Back That Love Is Mine»  |              | 3:28     |  |
| 3.  | «Baby Don't Say Goodbye»          |              | 5:56     |  |
| 4.  | «Stop Kicking My Heart Around»    |              | 6:09     |  |
| 5.  | «Come Home (With Me Baby)»        |              | 4:07     |  |
| 6.  | «I Don't Wanna Be Your Boyfriend» |              | 4:40     |  |
| 7.  | «Get Out of My House»             |              | 4:19     |  |
| 8.  | «I Cannot Carry On»               |              | 5:00     |  |
| 9.  | «My Forbidden Lover»              |              | 3:35     |  |

Versión Japonesa Bonus Tracks

| Versión Japonesa bonus tracks |                                            |          |  |
| N.º                           | Título                                     | Duración |  |
| 10.                           | «Give It Back» (Instrumental)              | 3:27     |  |
| 11.                           | «Baby Don't Say Goodbye» (Alternative Mix) | 4:19     |  |
| 12.                           | «Love Toy» (Instrumental)                  | 1:55     |  |

Sophisticated Boom Box MMXVI Bonus Track

| Sophisticated Boom Box MMXVI bonus track |                                         |          |  |
| N.º                                      | Título                                  | Duración |  |
| 13.                                      | «Love Toy» (Inédito Full Vocal Version) | 4:16     |  |

## Créditos
- Pete Burns - Voz.
- Steve Coy - Batería.

## Rendimiento en las listas
| Lista (1989)                  | Posición |
| ----------------------------- | -------- |
| Listas musicales de Australia | 62       |
| Canada Top 100 Albums         | 87       |
| Japanese Oricon Albums Chart  | 1        |
| U.S. Billboard 200            | 106      |

| Predecesor: «Let It Roll» de Doug Lazy | «Come Home (With Me Baby)» sencillo número uno en la Billboard Hot Dance Club Songs 12 de agosto de 1989 (una semana) | Sucesor: «Batdance» de Prince |

- Datos: Q3879248